# CDXL
CDXL является устаревшим медиаконтейнером разработанным корпорацией Commodore International в конце 1980-х и начале 1990-х годов для компьютерной платформы Amiga. Это один из самых первых форматов созданных специально для воспроизведения видео и анимаций с CD-ROM.

## Происхождение
Вскоре после появления первых приводов CD-ROM и удешевения аппаратной декомпрессии видео сжатого в стандарте MPEG-1 стал доступным медиаконтейнер CDXL, создававшийся прежде всего для воспроизведение видео с привода CD-ROM средствами Amiga CDTV. CDXL разрабатывался с учётом возможностей чипсета OCS и частично нагружал под декомпрессию ЦП. В результате, CDXL смог поддержать только слабое сжатие, низкие разрешения и сокращённые FPS.
Изначально в CDXL формировался видеопоток в 4096 цветов с 24 FPS закодированный для HAM-6. Поддерживался монофонический и стереофонический 8-битный аудиопоток. После выпуска Amiga CD32 в 1993 году формат оказался достаточно гибким, чтобы поддержать чипсет AGA (до 262144 цветов из 24-битной палитры) с большими разрешениями.
Будучи разработанным как потоковый формат, физически поток CDXL состоит из линейно связанных и несжатых пакетов, называемых чанками (англ. chunks) каждый из которых поставлен в соответствие аудио-данным. При этом не существует никакого единого заголовка для всего файла, заголовки передаются для каждого чанка в потоке. Следствием этого является необходимость указания кадровой частоты индивидуально для каждого воспроизводимого файла, так как сам файл в себе такой информации не содержит.
Вопреки распространённому ошибочному мнению, CDXL никак не связан с форматом файлов ANIM (подмножество формата IFF). Поддержка в AmigaOS выполнена на уровне CDXL.datatype, позволяющего воспроизводить CDXL-файлы через стандартный универсальный и основанный на распознавании типов данных загрузчик известного в AmigaOS мультимедийного приложения Multiview.

## Использование
Множество игр и мультимедийного ПО выпускавшегося для Amiga на компакт-дисках использовали медиаконтейнер CDXL для хранения и показа видео.

## Производительность
Качество воспроизведения видео было сравнительно внушительным на время выпуска Amiga CDTV, оснащённой процессором Motorola 68000, чипсетом OCS и приводом CD-ROM. Односкоростной (150 Кб/с) привод CD-ROM позволял выводить картинку разрешением 160×100 при 4096 цветах и 12 FPS параллельно с 11025 Гц 8-битным монофоническим звуком. При таких минимальных параметрах настройки качество аудио и звука оценивалось как худшее по сравнению с форматом VHS (но конечно выдающееся для ПК в 1990 году).
CDXL-поток воспроизводимый на 300 Кб/с (что равноценно разрешению 256×128 при 12 FPS) позволял показать 36 мин видео, записанных на один компакт-диск. Для сравнения, Video CD сжатый по стандарту MPEG-1 позволяет показать около 72 мин 24-битного видео разрешением 384×280 при 25 FPS.